# Tierra de León

Comarque de Tierra de León.

La comarque Tierra de León, parfois appelée au pluriel Tierras de León comptait en 2010 212 333 habitants, soit 42,53 % de la population totale de la province de León.

## Comarques traditionnelles
- La Sobarriba
- Bernesga de Abajo
- Vega con Ardón
- Valdoncina

## Municipios de la comarque de Tierra de León
| Nombre                      | Pob. (2010) |
| --------------------------- | ----------- |
| Ardón                       | 613         |
| Chozas de Abajo             | 2 424       |
| Cuadros                     | 1 980       |
| Garrafe de Torío            | 1 267       |
| León                        | 134 012     |
| Onzonilla                   | 1 749       |
| San Andrés del Rabanedo     | 31 306      |
| Santovenia de la Valdoncina | 1 969       |
| Sariegos                    | 4 416       |
| Valdefresno                 | 2 056       |
| Valdevimbre                 | 1 063       |
| Valverde de la Virgen       | 6 581       |
| Vega de Infanzones          | 911         |
| Vegas del Condado           | 1 240       |
| Villaquilambre              | 17 631      |
| Villasabariego              | 1 228       |
| Villaturiel                 | 1 887       |
| Total                       | 212 333     |

## Sources et références
- (es) Cet article est partiellement ou en totalité issu de l’article de Wikipédia en espagnol intitulé « Tierra de León » (voir la liste des auteurs).